# Liao Qiuyun
Liao Qiuyun (n. 13 iulie 1995, Yongzhou⁠(d), Republica Populară Chineză) este o sportivă ce a reprezentat Republica Populară Chineză, medaliată olimpică. A participat la o ediție a Jocurilor Olimpice (2020) în care a câștigat o medalie de argint.

## Participări
Lista de mai jos prezintă principalele competiții la care a participat Liao Qiuyun de-a lungul carierei.
- Haltere la Jocurile Olimpice de vară din 2020 - feminin 55 kg[1]